# Ojkanje
Ojkanje (pol. ojkanie) – rodzaj tradycyjnego śpiewu chorwackiego, charakterystycznego dla obszaru Gór Dynarskich, w szczególności dla śródlądowej części Dalmacji, tzw. dalmatyńskiej Zagory, oraz regionu Liki. W 2010 roku został wpisany na prowadzoną przez UNESCO Listę niematerialnego dziedzictwa kulturowego wymagającego pilnej ochrony. Charakteryzuje go śpiewanie zgłosek „voj, hoj, oj” techniką tremolo, czyli w sposób polegający na „drżeniu” głosu śpiewającego, na tercji lub kwarcie, bądź krótszymi czy dłuższymi melizmatami.

## Charakterystyka
Ojkanje jest śpiewem gardłowym. Może być wykonywane przez solistę, choć dziś najczęściej przybiera formę dwugłosową, w której wykonawcy (dwóch lub więcej) śpiewają polifonicznie, czyli różne melodie w tym samym czasie. W typowym ojkaniu śpiew rozpoczyna pierwszy głos, do którego dołącza kolejny (wykonywany przez jedną osobę lub więcej) z inną melodią, która nierzadko brzmi bardziej jak rozciągnięte sylaby (melizmaty) niż pełne wyrazy. Ważną cechę ojkanja stanowi technika tremolo oraz głośność śpiewu, która może sprawiać wrażenie krzyku. Ojkanje jest wykonywane wyłącznie a capella, bez akompaniamentu instrumentów. Śpiewane pieśni zazwyczaj dotyczą miłości, wiary czy rodzinnych tradycji i pochodzenia, jednak mogą także poruszać tematykę społeczną i polityczną.